# نانا روکوشا
نانا روکوشا (انگلیسی: Nana Rokusha؛ زادهٔ ۲ دسامبر ۱۹۷۳) مدل (شخص), entertainer، بازیگر اهل ژاپن است.